# Josip Miljanović
Josip Miljanović (Virje, 13. ožujka 1796. – Sigetec, 21. ožujka 1838. ) bio je hrvatski vojnik.

## Životopis
Porijeklom iz časničke obitelji, vojnu akademiju završio je u Bečkom Novom Mjestu 1806. godine. Kao zastavnik je bio u službi Đurđevačke pukovnije. Sudjelovao je u organizaciji gradnje mosta kod Botova odnosno Drnja, a 1822. se spominje kao vojni službenik kod poslova regulacije rijeka (Drava i Mura). Kao natporučnik je bio viši zapovjednik graničarske štacije u selu Sigetec gdje je umro od sušice.